# Prezi
Prezi je cloudový prezentační software a nástroj pro vytváření prezentací. Produkt používá zoom uživatelské rozhraní (ZUI) a umožňuje uživatelům zobrazování a procházení informací v rámci 2.5D nebo paralaxy 3D prostoru. Prezi byla oficiálně založena v roce 2009 spoluzakladatelem Adamem Somlai-Fischerem, Peterem Halacsym a Peterem Árvaiem.

## Zakladatelé
- Adam Somlai-Fischer
- Peter Halacsy
- Peter Árvai